# Rubensstraße 18 (Mönchengladbach)

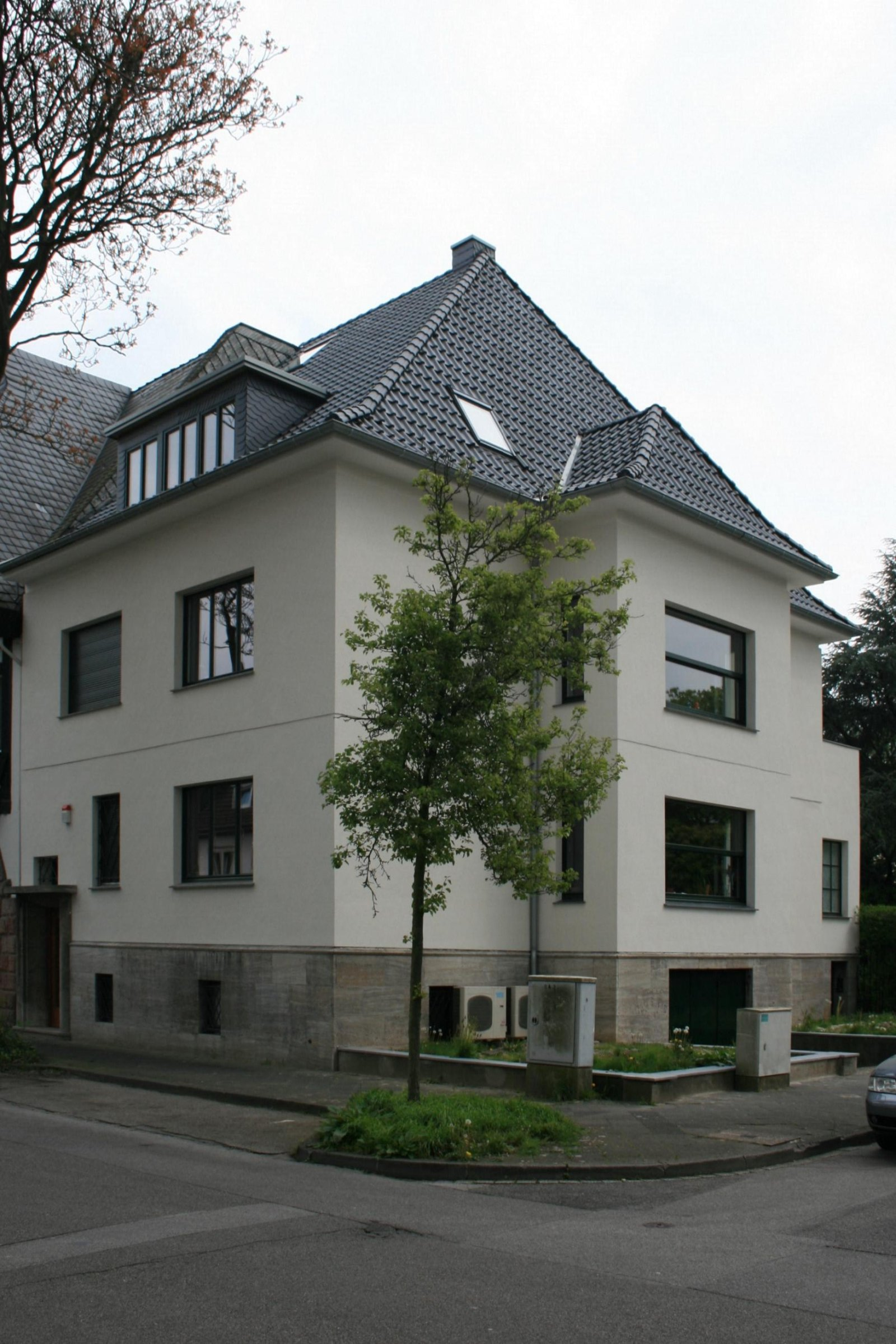
Wohnhaus (2010)

Das Wohnhaus Rubensstraße 18 steht in Mönchengladbach (Nordrhein-Westfalen).
Das Gebäude wurde 1930 erbaut. Es wurde unter Nr. R 090 am 22. Januar 2009 in die Denkmalliste der Stadt Mönchengladbach eingetragen.

## Lage
Das Objekt liegt auf der Südseite der Rubensstraße unmittelbar an der Einmündung der Benediktinerstraße. 

## Architektur
1937 entstand in der Rubenstraße in direkter Nachbarschaft zu einem schon bestehenden, dem Heimatstil angelehnten Gebäude, ein Wohnhaus in betont moderner, sachlicher Gestaltung. Der an der Straßeneinmündung zur Benediktinerstraße gelegene zweigeschossige Bau unter einseitigem Walmdach besitzt ein mit Muschelkalk umlaufend verkleidetes Kellergeschoss, das durch kleine hochrechteckige Kellerfenster belichtet wird und an der Giebelseite eine Toreinfahrt für die Garage aufnimmt. Das leicht vorkragende Gesims leitet zu den verputzten Wandflächen des Erdgeschosses (Hochparterre) und Obergeschosses über. 
Der Hauszugang mit Holztüre besitzt eine Rahmung mit vorkragender Verdachung aus Muschelkalk. Differenziert gestaltete Fensterformate, meist querrechteckigen Zuschnitts, mit Holzrahmen ohne Sprossenteilung, im Erker an der Giebelseite als Schiebefenster ausgebildet, belichten das Gebäude. Weit vorkragende Traufe mit vorgehängter Dachrinne und steilem, ziegelgedecktem Dach und je einer langgestreckten Dachgaube zur Vorder- und Gartenseite. 
Der Giebel zur Benediktinerstraße besitzt einen zweigeschossigen Erker unter einem Walmdach. Eine Zufahrt durch den schmalen Vorgarten führt in die Garage im Kellergeschoss. Zur Gartenseite hat sich ein Balkon im Erdgeschoss erhalten, von dem eine Treppe in den Garten führt. 
Der Balkon des Obergeschosses ist entfernt worden. Wandscheiben fassen den Balkon bis in das Obergeschoss seitlich ein. Über eine original erhaltene Treppenanlage erreicht man das Hochparterre, von dem die Treppe weiter ins Obergeschoss ausgeht. Um einen Dielenbereich gruppieren sich die Wohn- und Wirtschaftsräume. Die Grundrissstrukturen, dunkel gebeizten Holztüren und Wandverkleidungen des Erdgeschosses haben sich komplett erhalten. Auch der Fliesenboden der ehemaligen Küche ist erhalten. 
Im Obergeschoss zeigt sich eine reduzierte Ausgestaltung mit weiß gestrichenen Türen und originaler Grundrissstruktur. Vom Treppenaustritt öffnet sich ein dielenförmiger Raum mit den nach außen angeordneten Räumen. Ein Treppenlauf führt ins Dachgeschoss, das nicht ausgebaut ist.
Das Objekt ist bedeutend für die Geschichte des Menschen, für Städte und Siedlungen. An seiner Erhaltung und Nutzung besteht ein öffentliches Interesse aus wissenschaftlichen, insbesondere architekturgeschichtlichen, und städtebaulichen Gründen.